# Adi Meyerson
Adi Meyerson (* 26. Januar 1991 in San Francisco) ist eine US-amerikanische Jazzmusikerin (Kontrabass, Komposition, Arrangement).

## Leben und Wirken
Meyerson, die ab dem zweiten Lebensjahr in Israel aufwuchs, wurde ab dem Alter von 14 Jahren ihre erste musikalische Ausbildung an der Charles A. Smith Jerusalem High School of the Arts auf dem E-Bass ausgebildet. Nach dem Schulabschluss wechselte sie zum Kontrabass und begann ihr Studium am Center of Jazz Studies des israelischen Musikkonservatoriums. 2012 zog sie nach New York City, um die New School for Jazz and Contemporary Music zu besuchen. Dann absolvierte sie das Masterstudium an der Manhattan School of Music. Unterricht hatte sie bei Ron Carter, Reggie Workman, Bob Cranshaw, Miguel Zenon, Jim McNeely und Dave Liebman. In der Jazzszene von New York spielte in dieser Zeit mit Musikern wie Joe Magnarelli, Joel Frahm, Steve Nelson und Charli Persip. Aufnahmen entstanden weiterhin mit der Formation Works for Me (Album Reach Within, Posi-Tone, 2019, mit Alexa Tarantino, Caili O’Doherty, Tony Davis und Joe Strasser). Mit ihrer eigenen Gruppe und als Begleitmusikerin ist Meyerson in den USA, Lateinamerika und Kanada aufgetreten.
In Eigenproduktion legte Meyerson 2018 ihr Debütalbum Where We Stand vor, das von der Jazzkritik positiv aufgenommen wurde: Bob Doerschuk vom Down Beat verlieh dem Album viereinhalb Sterne und nannte es „intuitiv und scharfsinnig“; es zeige eine musikalische Reife, die ihren Newcomer-Status Lügen strafe. 2021 folgte ihr zweites Album I Want to Sing My Heart in Praise of Life, an dem Musiker wie Marquis Hill, Anne Drummond, Lucas Pino, Sam Towse und Kush Abadey beteiligt waren. Ihre Kompositionen sind inspiriert vom Werk der Avantgarde-Künstlerin Yayoi Kusama, „deren sich wiederholende Muster aus Punkten und geschwungenen Figuren eine Art utopischen Raum bieten sollen, in den der Betrachter entkommen kann.“ „Durch die Kombination von gesprochenem Wort (von Eden Girma) und gesungenen Abschnitten (Sabeth Perez und Camille Thurman) enthalte dieses ebenso ehrgeizige wie inspirierte Werk viele ebenso sensible wie fesselnde Momente,“ lobte Patrick Dallongeville (Paris-Move).
Meyerson, die in New York lebt, unterrichtet dort im Rahmen des Programms „Jazz for Young People“.